# أندرو غراهام (لاعب كرة قاعدة)
أندرو غراهام (بالإنجليزية: Andrew Graham)‏ هو لاعب كرة قاعدة أسترالي، ولد في 22 أبريل 1982 في سيدني في أستراليا.

## وصلات خارجية
- أندرو غراهام على موقع دوري كرة القاعدة الرئيسي (الإنجليزية)
- أندرو غراهام على موقع دوري أستراليا لكرة القاعدة (الإنجليزية)
- أندرو غراهام على موقعبيزبول رفرنس.كوم (الدوري الثانوي) (الإنجليزية)